# Moose
Moose (anglicky Moose River) je řeka v provincii Ontario na východě Kanady. Je 104 km dlouhá. Povodí má rozlohu 108 000 km². Její zdrojnice jsou 442 km dlouhá Mattagami a 426 km dlouhá Missinaibi.

## Průběh toku
Obě zdrojnice (Mattagami, Missinaibi) pramení na Lavrentijské vysočině.Ústí do Jamesovy zátoky Hudsonova zálivu.

### Přítok
Největším přítokem je Abitibi dlouhá 547 km zprava.

## Vodní režim
Průměrný roční průtok vody činí 1400 m³/s.

## Využití
Údolím řeky vede železniční trať do přístavu Moosonee při jejím ústí.